# Cava de' Tirreni
Cava de' Tirreni és un municipi a la Província de Salern (regió de Campània, Itàlia). L'any 2009 tenia 53.454 habitants. El nom de Cava és molt discutit. La seva etimologia podria provindre de cavea, l'antic amfiteatre: vall circumdada per muntanyes. Segons altres opinions el nom Cava significa gruta i prové de l'existència d'algunes coves, la més famosa és l'anomenada cova Arsicia, on va ser fundada l'Abadia Benedictina de la Santíssima Trinitat. Altra hipòtesi és la derivació de caba, referida a la via Caba que connectava Salern amb Nàpols ja a l'edat mitjana i recorria tota la vall.
L'apel·latiu de' Tirreni donat a la ciutat de Cava es deu a la identificació, actualment considerada poc fiable, del primer nucli present a la vall amb l'assentament etrusc de Marcina, citat pel geògraf Estrabó al segle I dC Proclamada ciutat el 7 d'agost de 1394 pel papa Bonifaci IX, i va ser finalment oficialitzat el 23 d'octubre de 1862 per Vittorio Emanuele II de Piemont.
El topònim de la ciutat és també escrit en la forma no oficial de "Cava dei Tirreni"

## Geografia
La ciutat de Cava de' Tirreni està prop la costa italiana de la mar Tirrena, a 5 km del començament de la Costa Amalfitana, sent realment la seva porta nord. El nucli principal està a 198 s.n.m., a la vall situada entre dues serralades: a l'est els monts Picentini, predominantment dolomítics (Monte Caruso, Monte Sant'Adiutore, Monte Castello, Monte Stella, Monte San Liberatore i Colle Croce), a l'oest els Monts Lattari, predominantment calcaris (Monte Finestra, Monte Sant'Angelo, Monte San Martino i Monte Crocella). El cim més alt és el Monte Finestra (1.138 metres). Als pujols que envolten el centre de la ciutat s'ubiquen diverses barriades.
Cava de' Tirreni limita al nord amb les comunes de Nocera Superiore, Roccapiemonte i Mercato San Severino, a l'est amb Baronissi, Pellezzano i Salern, al sud amb Vietri sul Mare i Maiori, a l'oest amb Tramonti. La ciutat fa de frontissa entre l'àrea geogràfica del camp de Noccera Superiore (morfologia plana i economia agrícola i industrial) i la de la península sorrentina-amalfitana (morfologia muntanyosa i economia de tipus turística).

## Història
Des de les costes del golf de Salerno, els primers habitants de la vall eren atacats sovint pels pirates i, per tant, es van retirar cap a l'interior per evitar les freqüents incursions, amb l'establiment de les primeres cases de l'actual Cava.
Mentrestant, legions romanes provinents de la creació d'Alphaterna Nuceria sovint creuaven la vall de Marcina per arribar al sud d'Itàlia. Encara no s'ha trobat la ubicació geogràfica real o l'origen del nom de Marcina.
La zona va ser habitada per descomptat en l'època romana, i això es posa de manifest pels resultats de les restes de l'època imperial (I-II dC). Però no s'ha trobat cap poblament de certa grandària.
Algunes famílies nobles romanes, entre elles la del cònsol Metel (d'on deriva el nom encara en ús "vall Metelliana") es van instal·lar a la vall de Cava. Una demostració són algunes troballes arqueològiques en el lloc de Pregiato, Santa Lucia i San Cesareo. Les restes d'un enorme aqüeducte, el més notable del sud d'Itàlia, que es remunta a l'època imperial, s'eleven aigües avall de la font de Frestola, al peu de l'Abadia de la Santíssima Trinitat, amb tres fileres d'arcs. L'aqüeducte, que es remunta al segle I-II aC, transportava aigua a la veïna Nuccera.
Una altra evidència d'aquest període és un altar de marbre blanc amb una inscripció en llatí revela el seu caràcter funerari. Es trobà a un metre de profunditat durant la construcció d'una carretera, ara via Alfonso D'Amico, es conserva a l'antic convent de Santa Maria al Rifugio.

## Clima
El clima és típicament mediterrani, caracteritzat per hiverns temperats i estius amb pluges escasses: les característiques orogràfiques del territori fan que la ciutat, a causa de les muntanyes que la circumden sigui protegida dels vents i tingui una major freqüència de precipitacions respecte a les pluges de les poblacions veïnes de la costa.